# Raudeberg
Raudeberg – wieś w zachodniej Norwegii, w okręgu Sogn og Fjordane, w gminie Vågsøy. Miejscowość leży na wschodniej części wyspy Vågsøy, nad cieśniną Ulvesundet, przy norweskiej drodze krajowej nr 617. Raudeberg znajduje się 6 km na wschód od wioski Kvalheim i około 6 km na północ od centrum administracyjnego gminy – Måløy. Dojazd do Måløy możliwy jest dzięki tunelowi Skoratunnelen.   
W pobliżu miejscowości, po drugiej stronie cieśniny znajduje się wybudowana w 1870 roku latarnia morska Ulvesund. Miejscowość jest wymieniona w źródłach historycznych pochodzących z XVI wieku.
W 2001 roku wieś liczyła 730 mieszkańców.